# Алгоритм Катхілл — Маккі

Впорядкування матриці алгоритмом Катхілл — Маккі

ЗКМ впорядкування тої ж матриці

Алгоритм Катхілл — Маккі (КМ), названий на честь Елізабет Катхілл і Джеймса Маккі, це алгоритм переведення розрідженої матриці, яка симетрично розріджена, у смугову матрицю з малою шириною смуги, шляхом переставляння рядків і стовпчиків. Зворотний алгоритм Катхілл Маккі (ЗКМ) запропонований Аланом Джорджем — це той самий алгоритм, але з оберненим порядком індексування вершин. На практиці це допомагає отримати менше заповнювання нульових позицій порівняння з КМ впорядкуванням при використанні методу Гауса.
Алгоритм Катхілл — Маккі — це варіант стандартного пошуку в ширину, що використовується для графів. Він стартує з периферійної вершини і генерує рівневу структуру {\displaystyle R_{i}} для {\displaystyle i=1,2,..} допоки не вичерпано всі вершини. Множина {\displaystyle R_{i+1}} утворюється за допомогою множини {\displaystyle R_{i}} збираючи всі вершини суміжні вершинам в {\displaystyle R_{i}}. Ці вершини записуються в порядку збільшення степеня вершини. Цей останній момент і є відмінність від алгоритму пошуку в ширину.

## Алгоритм
Маючи симетричну {\displaystyle n\times n} матрицю ми візуалізуємо її як матрицю суміжності графу. Тоді алгоритм Катхілл — Маккі перепозначає вершини графу, щоб зменшити ширину смуги матриці суміжності.
Алгоритм формує впорядкований кортеж {\displaystyle R} з n елементів, який містить новий порядок вершин.
Спочатку обираємо периферійну вершину, або псевдопериферійну, бо периферійну зазвичай важко знайти, {\displaystyle x} і встановлюємо {\displaystyle R:=(\{x\})}.
Після цього {\displaystyle i=1,2,\dots } ми повторюємо наступні кроки допоки {\displaystyle |R|<n}
- Конструюємо множину суміжності {\displaystyle A_{i}} для {\displaystyle R_{i}} (з {\displaystyle R_{i}} — i-й компонент {\displaystyle R}) і виключаємо вершини, які вже в {\displaystyle R}

{\displaystyle A_{i}:=\operatorname {Adj} (R_{i})\setminus R}
- Сортуємо {\displaystyle A_{i}} за збільшенням степені вершини.
- Додаємо {\displaystyle A_{i}} до результовної множини {\displaystyle R}.

Інакше кажучи, нумеруємо вершини відповідно до спеціального пошуку в ширину де сусідні вершини відвідуються в порядку від найменшого до найбільшого степеня.